# فيتالي بوبكوف
فيتالي بوبكوف (بالأوكرانية: Попков Віталій Олександрович)‏ مواليد 16 يونيو 1983 في أوكرانيا، هو دراج أوكراني في صنف سباق الدراجات على الطريق وعلى المضمار. شارك في دورة الألعاب الأولمبية الصيفية.

## روابط خارجية
- فيتالي بوبكوف على موقع الاتحاد الدولي للدراجات (الإنجليزية)
- فيتالي بوبكوف على موقع أرشيف الدراجات (الإنجليزية)
- فيتالي بوبكوف على موقع إحصائيات الدراجات الإحترافية (الإنجليزية)
- فيتالي بوبكوف على موقع نسبة الدراجات (الإنجليزية)
- فيتالي بوبكوف على موقع CycleBase (الإنجليزية)
- فيتالي بوبكوف على موقع أوليمبيديا (الإنجليزية)